# شون نيكولاس سافاج
شون نيكولاس سافاج هو كاتب أغاني ومغني كندي، ولد في 30 مايو 1986 في إدمونتون في كندا.

## وصلات خارجية
- الموقع الرسمي
- شون نيكولاس سافاج على موقع IMDb (الإنجليزية)
- شون نيكولاس سافاج على موقع ميوزك برينز (الإنجليزية)
- شون نيكولاس سافاج على موقع أول ميوزيك (الإنجليزية)
- شون نيكولاس سافاج على موقع ديسكوغز (الإنجليزية)